# Хюсню Шенлендириджи
Хюсню Шенлендириджи (на турски: Hüsnü Şenlendirici) турски музикант от цигански произход. Роден е на 12 юли 1976 г. в град Бергама, вилает Измир, Турция. Произхожда от семейство музиканти, дядо му Хюсню Шелендириджи свири на кларинет и тромпет, другият му дядо Отмар Кьофтеджи свири на кларинет, а баща му Ергюн Шенлендирджи свири на тромпет.

## Дискография
- Brooklyn Funk Essentials & Лачо Тайфа – In the Buzzbag (Doublemoon, 1998)
- Хюсню ШенленHüsnü Şenlendiriciдириджи & Лачо Тайфа – Bergama Gaydası (Doublemoon, 2000)
- Лачо Тайфа – Hicaz Dolap (Doublemoon, 2002)
- Хюсню Шенлендириджи – The Joy of the Clarinet (Doublemoon, 2005)
- Хюсню Шенлендириджи & Трио Чиос – Ege'nin yanı iki ("Both sides of the Aegean") (Doublemoon, 2010)
- Хюсню Шенлендириджи – Hüsn-ü Hicaz (Sony Music, 2011)
- Хюсню Шенлендириджи – Hüsn-ü Avare (Sony Music, 2015)